# Битва при Ланфане
Би́тва при Ланфа́не (кит. трад. 廊坊阻擊戰, упр. 廊坊阻击战) — битва в рамках экспедиции Сеймура во время Ихэтуанского восстания, произошедшая 18 июня 1900 года при Ланфане между Китайской императорской армией, состоящей преимущественно из китайских мусульман под командованием генерала Дун Фусяна и ихэтуанями с одной стороны, и экспедиционной армией Альянса восьми держав под командованием британского адмирала Эдварда Сеймура — с другой. Ихэтуани и Китайская императорская армия устроили засаду и разгромили экспедиционную армию Сеймура на пути в Пекин, вынуждая её отступить обратно в Тяньцзинь. В битве большую роль сыграли немецкие солдаты под командованием Гвидо фон Узедома.

## Предыдущие столкновения
Китайская императорская армия под командованием генерала Не Шичэна вела жестокую кампанию по подавлению восстания ихэтуаней ещё с самого его начало. Но после того, как войска Альянса восьми держав с целью снять осаду ихэтуанями дипломатических миссий в Посольском квартале Пекина начали вторжение в Китай, он и Императорский двор решили изменить свою позицию и присоединиться к ихэтуаням, приказав своей армии защищаться от марша армии Сеймура на китайскую столицу. Однако между генералом Не и ихэтуанями было слишком много неприязни, чтобы они могли сотрудничать друг с другом, и поэтому Императорский двор послал для них Ганьсуньскую армию, состоящую из китайских мусульман под командованием генерала Дун Фусяна, которая сражалась вместе с ихэтуанями против иностранцев.
6 июня 1900 года в результате попытки заблокировать проход Китайских императорских войск под командованием генерала Не Шичэна по железной дороге недалеко от Ланфана, ихэтуани потеряли 480 человек убитыми.
11 июня силы Альянса прибыли в Ланфан. В тот же день большие силы ихэтуаней, вооружённых только холодным оружием ближнего боя, атаковали войска Альянса при Ланфане, вооружённых винтовками и пулемётами.
14 июня несколько сотен ихэтуаней, вооружённых мечами, копьями и гингальсами, дважды атаковали силы Альянса и убили пятерых итальянских солдат.
Во время одного из боёв, ихэтуани мечами и копьями атаковали англичан и американцев, вооружённых огнестрельным оружием. В упор одному британскому солдату пришлось выстрелить в одного ихэтуаня четырьмя пулями. Американский капитан Боуман МакКалла сказал, что «одиночных выстрелов из винтовки было недостаточно: чтобы остановить ихэтуаня, требовалось несколько выстрелов из винтовки, и только пулемёты смогли немедленно остановить ихэтуаней».

## Ход битвы

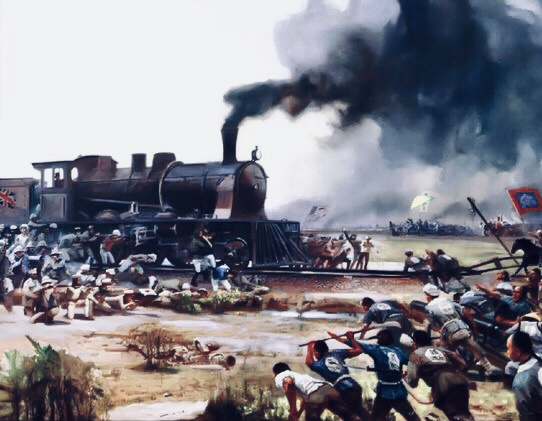
Китайцы атакуют армию Сеймура при Ланфане

Генерал Дун Фусян вместе со своей Ганьсуньской армией готовился устроить засаду на экспедиционную армию Сеймура. Мусульманский генерал Ма Фусян и его брат генерал Ма Фулу лично спланировали и возглавили атаку, захватив в клещи силы Альянса.
18 июня 1900 года войска Дун Фусяна, дислоцированные в Охотничьем парке на юге Пекина, атаковали несколько точек, включая Ланфан. В состав отряда Дун Фусяна численностью 5000 человек входили кавалеристы, вооружённые современными винтовками. Они возглавили отряды хуэй, дунсян и баоань в засаде при Ланфане, где Ма Фулу лично возглавил кавалерийскую атаку, сразив своим мечом многие вражеские войска и решительно разгромив их.

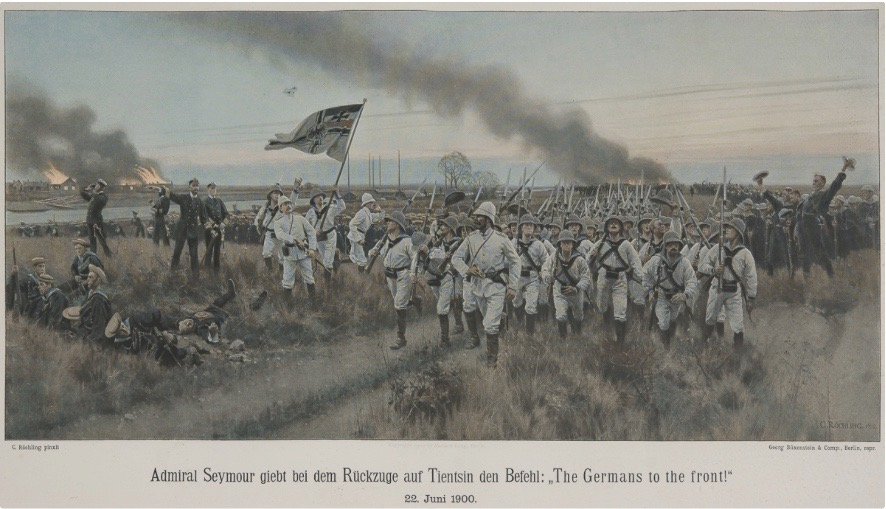
Немецкие солдаты под командованием Гвидо фон Узедома во время битвы, автор Карл Рехлинг, 1900

Ихэтуани и китайская армия работали вместе в совместной засаде, при этом ихэтуани безжалостно атаковали иностранцев с помощью психических атак, демонстрируя «отсутствие страха смерти», вступая в рукопашный бой с иностранцами и подвергая войска Альянса серьёзному психическому стрессу, имитируя энергичная стрельба петардами. Однако иностранцы понесли большую часть своих потерь от рук войск генерала Дуна, которые использовали свой опыт и настойчивость для участия в «смелых и настойчивых» атаках на силы Альянса, как вспоминал немецкий капитан Гвидо фон Узедом. Правое крыло немецких солдат было почти на грани краха под атакой, пока его не спасли французские и британские войска, а затем силы Альянса отступили из Ланфана на поездах, полных пулевых отверстий.
Иностранные войска, особенно немцы, отбили атаку, убив 200 солдат Ганьсуньской армии и 200 ихэтуаней, но потеряв семь человек убитыми и 57 ранеными (по современным данным).
Необходимость ухода за ранеными, нехватка припасов и вероятность дополнительных китайских атак привели к тому, что Сеймур и его офицеры решили отступить обратно в Тяньцзинь.
Неожиданное нападение китайской армии на силы Альянса стало ответом на нападение европейцев и японцев на форты Дагу двумя днями ранее, из-за чего китайское правительство решило оказать сопротивление армии Сеймура и убить или изгнать всех иностранцев в Северном Китае. Использование петард было частью военных уловок.
Именно эта битва привела адмирала Сеймура к осознанию того, что Китайская императорская армия присоединилась к ихэтуаням и сыграла роль в его решении отступить обратно в Тяньцзинь.

## Последующие события
Ближе к концу июня местные ихэтуани атаковали британскую концессию в Тяньцзине, не усвоив урока из неудавшегося нападения других ихэтуаней на концессий. В это время генерал Не Шичэн, который яростно ненавидел бунтующую толпу, находился неподалеку со своей армией. Когда ихэтуани наконец перестали атаковать сил Альянса под сильным пулемётным давлением, Не Шичэн приказал солдатам корпуса «Увэй», по иронии судьбы также оснащённым британскими пулемётами, открыть огонь по отступающим ихэтуаням, практически уничтожив большую толпу. Затем генерал Не наконец повёл свою армию в бой против сил Альянса, но тоже не смог занять британскую концессию.
Как следствие, в июле Не Шичэн был несколько раз застрелен взбунтовавшимися новобранцами в его армии, симпатизировавшими ихэтуаням. Вскоре после этого он погиб под артиллерийским обстрелом войск Альянса. Некоторые утверждают, что это было самоубийство, поскольку он проигнорировал приказы сторонников ихэтуаней при Императорском дворе; в то время как другие считают это «героической военной смертью».